# Domnall mac Áeda
Domnall mac Áeda (mort en 915) est un roi d' Ailech de 887 à 915.

## Origine
Domnall mac Áeda est le fils d'Áed Findliath et de sa première épouse Gormlaith Rapach, dite la Sévère, il est également le demi-frère de Niall Glúndub

## Règne
Après la mort de Murchad mac Máele Dúin, Domnall mac Áeda  devient conjointement roi d'Ailech avec le fils de ce dernier Flaithbertach mac Murchado, (887-896). À la mort de Flaithbertach, il devient co-roi dAilech mais  avec son propre frère Niall Glúndub qui après la mort de Domnall en 915, associe au trône d'Ailech  son neveu Flaithbertach mac Domnaill, lorsqu'il devient lui-même Ard ri Erennen 916.
Domnall mac Áeda se retire dans la vie religieuse en 911 avant de mourir en 915 ,

## Postérité
Domnal laisse plusieurs fils 
- Flaithbertach mac Domnaill, sous-roi (irlandais airri) d'Ailech de 916 à 919, tué en combattant aux côtés de son oncle Niall Glúndub.
- Fergal mac Domnaill roi d'Ailech après son frère de 919 à 938.
- Conchobar père de Flaithbertach, Tadg et Conn qui règnent conjointement comme sous-rois (irlandais airri latin sub regulus) d'Ailech de 956 à 962.
- Flann mort en 906 Rig Domma (i.e Héritier présomptif ) d'Ailech, ancêtre de Niall mac Máel Sechnaill et  potentiellement des Mac Lochlainn.

## Sources
- (en) Seamus O' Ceallaigh Problems with the O'Neill Pedigree dans « Gleamings from Ulster History », Cork University Press, Cork, 1951.
- (en) Francis John Byrne, Irish Kings and High Kings. Four Courts Press réédition Dublin 2001.  (ISBN 1851821961).
- (en)  T.W. Moody F.X. Martin, F.J. Byrne A new history of Ireland, Oxford University Press réédition 2001,  (ISBN 9780199593064), tome IX.